# Impacto de la pandemia de COVID-19 en otros problemas de salud
La pandemia de COVID-19 ha ocasionado muchos impactos en la salud mundial, más allá de los causados por la enfermedad de COVID-19 en sí misma. Ha llevado a una reducción de las visitas al hospital por otras razones. Ha habido un 38 por ciento menos de visitas al hospital por síntomas de ataque cardíaco en los Estados Unidos y un 40 por ciento menos en España. El director de cardiología de la Universidad de Arizona dijo: "Mi preocupación es que algunas de estas personas mueren en casa porque tienen demasiado miedo para ir al hospital". También existe la preocupación de que las personas con accidentes cerebrovasculares y apendicitis no busquen un tratamiento oportuno. La escasez de suministros médicos ha afectado a personas con diversas afecciones.
En varios países ha habido una marcada reducción de la propagación de infecciones de transmisión sexual, incluido el VIH / SIDA, atribuible a las cuarentenas de COVID-19, las medidas de distanciamiento social y las recomendaciones de no tener relaciones sexuales casuales. De manera similar, en algunos lugares, las tasas de transmisión de la influenza y otros virus respiratorios disminuyeron significativamente durante la pandemia.
La pandemia también ha tenido un impacto negativo en la salud mental a nivel mundial, incluido el aumento de la soledad resultante del distanciamiento social y la depresión y la violencia doméstica por los encierros. En junio de 2020, el 40% de los adultos estadounidenses experimentaban síntomas adversos de salud mental, y el 11% había considerado seriamente intentar suicidarse en el último mes.

## Salud mental
La pandemia de COVID-19 ha afectado la salud mental de personas en todo el mundo. De manera similar a las epidemias virales respiratorias pasadas, como el SARS-CoV, el MERS-CoV y las epidemias de influenza, la pandemia de COVID-19 ha causado síntomas de ansiedad, depresión y trastorno de estrés postraumático en diferentes grupos de población, incluyendo a trabajadores de la salud, público en general, pacientes y personas en confinamiento o cuarentena. Las directrices sobre salud mental y apoyo psicosocial del Comité Permanente entre Organismos de las Naciones Unidas recomiendan que los principios básicos del apoyo a la salud mental durante una emergencia son "no dañar, promover los derechos humanos y la igualdad, utilizar enfoques participativos, basarse en recursos y capacidades, adoptar intervenciones de varios niveles y trabajar con sistemas de apoyo integrados". La COVID-19 está afectando la conexión social de las personas, su confianza en las personas y las instituciones, sus trabajos e ingresos, además de imponer un gran costo en términos de ansiedad y preocupación.
La COVID-19 también aumenta la complejidad de los trastornos por uso de sustancias (TUS), ya que afecta de manera desproporcionada a las personas con TUS debido a las desigualdades sociales, económicas y de salud acumuladas. Las consecuencias para la salud de los TUS (por ejemplo, enfermedades cardiovasculares, enfermedades respiratorias, diabetes tipo 2, inmunosupresión y depresión del sistema nervioso central y trastornos psiquiátricos) y los desafíos ambientales asociados (por ejemplo, inestabilidad de la vivienda, desempleo y participación de la justicia penal) aumentan el riesgo de contraer COVID-19. Las medidas de mitigación de salud pública de COVID-19 (es decir, distanciamiento físico, cuarentena y aislamiento) pueden exacerbar la soledad, los síntomas de salud mental, los síntomas de abstinencia y el trauma psicológico. Las normas de confinamiento, el desempleo y las medidas de austeridad fiscal durante y después del período pandémico pueden afectar el mercado de drogas ilícitas y los patrones de consumo de drogas. 

## Vacunas infantiles
La UNICEF estima que 117 millones de niños de 37 países pueden no recibir sus vacunas a tiempo para prevenir un brote de sarampión. Los pediatras de los Estados Unidos están preocupados por las tasas de vacunación infantil. En abril, los CDC informaron que se ordenaron 400,000 dosis menos de vacuna contra el sarampión en 2020 en comparación con el mismo período del año pasado.

## Enfermedades transmitidas por mosquitos
Aunque es muy poco probable que los mosquitos puedan transmitir el COVID-19, la pandemia tiene un gran impacto en el control de enfermedades transmitidas por mosquitos como la malaria o el dengue. Las razones son las interrupciones en las cadenas de suministro médico, los pacientes que evitan los hospitales y la detención de las campañas de control de mosquitos, como la eliminación de los criaderos o la distribución de mosquiteros tratados con insecticida.

## Seguro de salud
En Estados Unidos, millones de personas perdieron su seguro médico después de perder sus trabajos. The Independent informó que Families USA "encontró que el aumento en los estadounidenses sin seguro, que se suman a un estimado de 84 millones de personas que ya no tienen seguro o tienen seguro insuficiente, es un 39 por ciento más alto que cualquier aumento anual anterior, incluido el aumento más reciente en el apogeo de la recesión entre 2008 y 2009, cuando casi 4 millones de estadounidenses no ancianos perdieron el seguro".

## Recomendaciones
El UNFPA recomendaba que los gobiernos mantuvieran la información y los servicios de salud y derechos sexuales y reproductivos (SDSR), protejieran a los trabajadores de la salud y limitaran la propagación del COVID-19. Esto incluía un enfoque integral de la información y los servicios de SDSR que abarcan la atención prenatal (ANC), la atención durante el parto, la atención posnatal (PNC), la anticoncepción, la atención del aborto seguro, la prevención, las pruebas y el tratamiento del VIH, cuando corresponda, así como las infecciones de transmisión sexual. (ITS), detección y tratamiento de la VG, y servicios e información de salud sexual.